# Johann Georg Deller
Johann Georg Deller (* 1808 in Wülflingen; † 1879 ebenda) war ein Schweizer Bauunternehmer aus Winterthur-Wülflingen.

## Werdegang und Firma
Die BWT Bau AG mit Sitz in Winterthur-Wülflingen ist eines der ältesten Bauunternehmen im Kanton Zürich. Die Ursprünge der Firma liegen im Jahr 1835, als Johann Georg Deller, ein gelernter Maurergeselle aus Wülflingen, damit begann, kleinere Maurerarbeiten auf seine eigene Rechnung durchzuführen. Bereits im Jahr 1840 gründete er ein Einzelunternehmen, das den Grundstein der heutigen BWT Bau AG bildete. Durch das stetige Wachstum erwarb die Firma 1878 unter ihrem neuen Namen Deller & Müller ein Sägewerk und eine Zimmerei an der Wülflingerstrasse in Wülflingen (1922 in Winterthur eingemeindet). Dieser Standort ist noch heute Sitz und Werkplatz der BWT Bau AG.
Das von Johann Georg Deller gegründete Unternehmen zählt heute zu den ältesten noch operativ tätigen Bauunternehmen des Kantons Zürich und konnte im Jahr 2015 sein 175-jähriges Firmenjubiläum feiern. Das Unternehmen beschäftigt heute rund 300 Mitarbeiter.

## Familie
Johann Georg Deller stammte aus einer alteingesessenen Wülflinger Familie. Er war mit Anna Deller geborene Huber verheiratet, mit der er drei Kinder hatte: Felix Deller, Regula Deller und Luise Deller. Im Jahr 1879 verstarb der Bauunternehmer im Alter von 71 Jahren in seiner Heimatgemeinde Wülflingen, heute ein Stadtkreis der Stadt Winterthur.